# 8040 Utsumikazuhiko
8040 Utsumikazuhiko (1993 SY3) là một tiểu hành tinh vành đai chính được phát hiện ngày 16 tháng 9 năm 1993 bởi K. Endate và K. Watanabe ở Kitami.